# Consentimiento libre, previo, e informado
El Consentimiento libre, previo e informado (CLPI) tiene como objetivo establecer la participación y consulta de una población indígena antes del comienzo de una intervención en pro del desarrollo en tierras ancestrales o el uso de recursos en una comunidad indígena. Los pueblos indígenas tienen una conexión especial con su tierra y sus recursos y habitan una quinta parte de la superficie terrestre. Tales áreas son ambientalmente ricas en recursos tanto renovables como no renovables. El estilo de propiedad colectiva de la mayoría de los pueblos indígenas entra en conflicto con el mercado global moderno y su continua necesidad de recursos y tierras. Para proteger los derechos de los pueblos indígenas, el derecho internacional de los derechos humanos ha creado procesos y normas para salvaguardar su forma de vida y fomentar la participación en el proceso de toma de decisiones. Uno de esos métodos es el proceso de CLPI. Hay críticas de que muchas convenciones internacionales y tratados requieren consulta, no consentimiento, que es un umbral mucho más alto. Sin el requisito de consentimiento, los pueblos indígenas no pueden vetar proyectos y desarrollos gubernamentales en su área que afecten directamente sus vidas y culturas. El CLPI permite a los pueblos indígenas tener derecho a la autodeterminación y autogobierno en los procesos de toma de decisiones del gobierno nacional y local sobre proyectos que conciernen a sus vidas y recursos.
Los ejemplos incluyen gestión de recursos naturales, desarrollo económico, usos de conocimiento tradicional, recursos genéticos, atención de la salud , y educación.

## Interpretación

### Definición
Aunque existen numerosas definiciones y debates sobre el CLPI, la Organización de las Naciones Unidas para la Alimentación y la Agricultura ha definido el concepto de CLPI como el siguiente:
- Libre simplemente significa que no hay manipulación o coerción de los indígenas y que el proceso es autodirigido por los afectados por el proyecto.
- Previo implica que se solicita el consentimiento con suficiente antelación al inicio o autorización de cualquier actividad, debiendo garantizarse el tiempo para que se produzca el proceso de consulta por parte de los agentes correspondientes.
- Informado sugiere que los pueblos indígenas pertinentes reciban información satisfactoria sobre los puntos clave del proyecto, como la naturaleza, el tamaño, el ritmo, la reversibilidad y el alcance del proyecto, así como las razones para ello y su duración. Ese es el término más difícil de los cuatro, ya que diferentes grupos pueden encontrar cierta información más relevante. Los pueblos indígenas también deben tener acceso a los informes primarios sobre los impactos económicos, ambientales y culturales que tendrá el proyecto. El idioma que se utilice debe ser entendido por los pueblos indígenas.
- Consentimiento no está definido pero se otorga o se niega después de un proceso que implica consulta y participación. Sin embargo, la mera consulta por sí sola no sustituye al consentimiento real.[5] El Grupo de Trabajo de la ONU sobre Empresas y Derechos Humanos señala que los pueblos indígenas "deberían determinar de forma autónoma cómo definen y establecen el consentimiento".[6]